# Big Lake (Teksas)
Big Lake je grad u američkoj saveznoj državi Teksas. Prema popisu stanovništva iz 2010. u njemu je živjelo 2.936 stanovnika.